# 梅酒

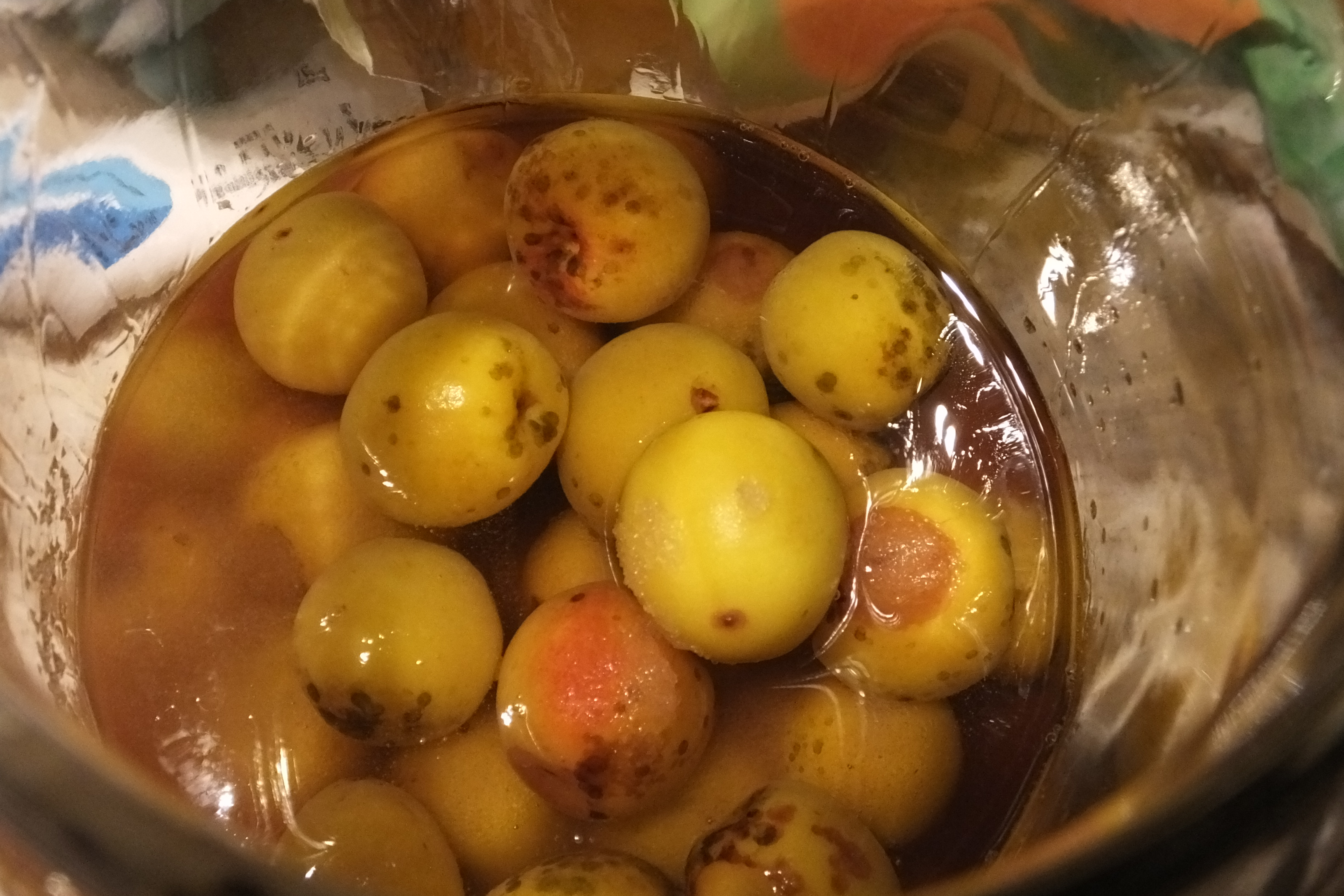
瓶で漬けられた梅酒

梅酒（うめしゅ）は、一般的に6月頃に収穫される青梅を、蒸留酒（ホワイトリカー、焼酎、ブランデーが一般的）に漬け込むことで作られる混成酒類（アルコール飲料）の一種である。

## 概要
歴史的には江戸時代の元禄期に著された『本朝食鑑』に作り方が記載されている。富田仁編『事典 近代日本の先駆者』（日外アソシエーツ、1995年）には、梅酒と桃酒は1912年頃、広島県賀茂郡竹原町に住む米原歌喜知（よねはらかきち）によって作られたのが始まりと書かれている。梅の果実を丸ごと砂糖などと共に酒に一定期間漬け、果汁やエキスを抽出する事によって作られる。日本で市販されている梅酒の多くは、アルコール度数8 - 15度である。果実を使った酒類であるが、日本の酒税法上は果実酒（発泡性酒類を除く、醸造酒類の一種。果実又は果実及び水を原料として発酵させたものなど）ではない。
家庭でも容易に作れることから、古来より民間で健康に良い酒として親しまれており、食前酒としても用いられる。

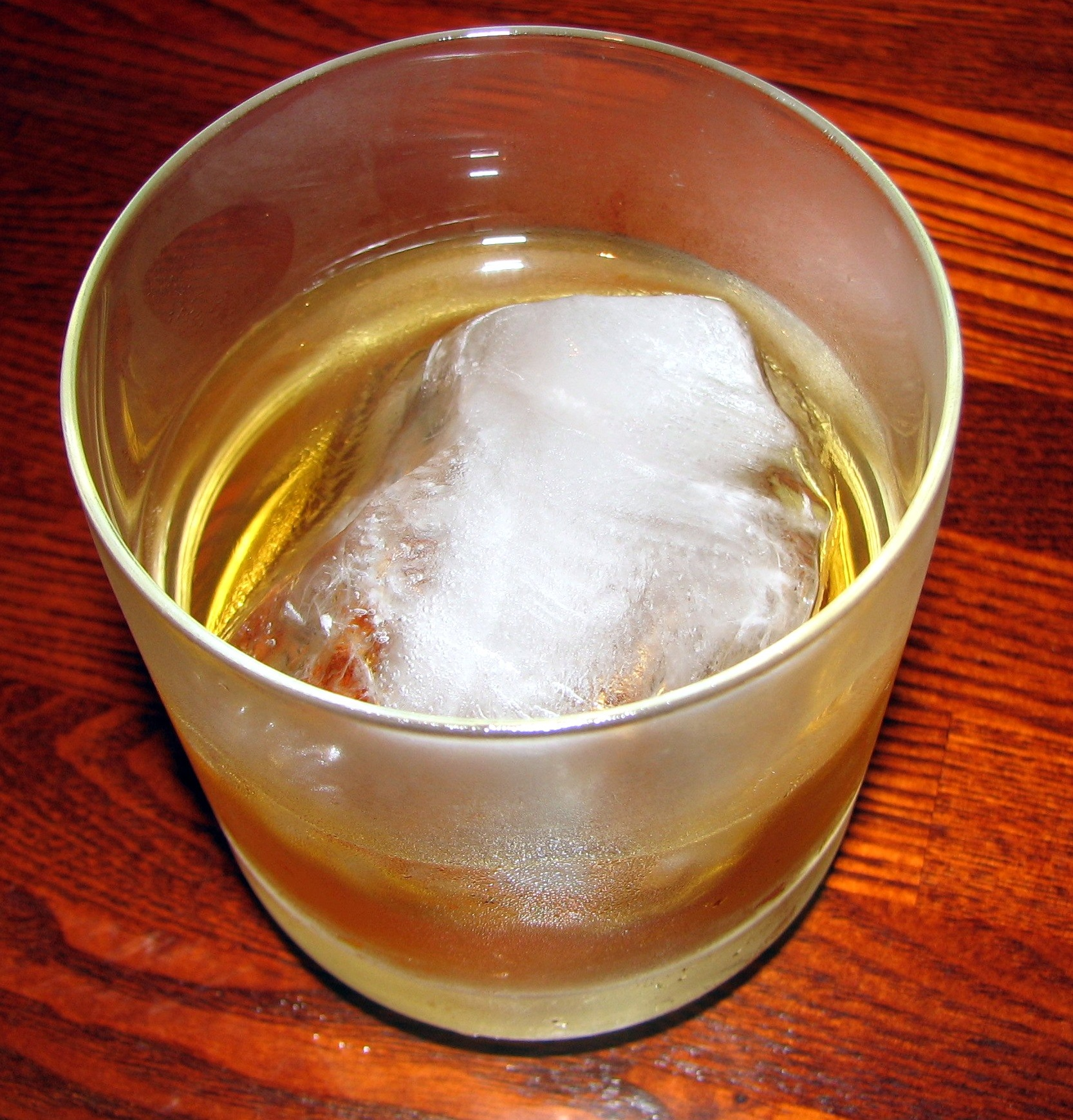
梅酒のオン・ザ・ロック

日本では、酒税法の規定によって、酒類の製造には免許が必要であり（酒税法第七条）、酒類に水以外の物を混ぜることも酒類を製造したものとみなされる（酒税法第四十三条）上、出荷すると酒税を納める必要がある（酒税法第六条）。ただし、消費者が自ら消費するために、政令に定められた条件で酒類と他の物品を混ぜる場合には適用されない（酒税法第四十三条11項）という例外規定があり、梅酒の場合、すでに酒税が納められたアルコール分20度以上の酒類に、糖類、梅その他の財務省令で定められたもの（酒税法施行規則第十三条3項）を混ぜ、新たにアルコール分1度以上の発酵がない（酒税法施行令第五十条14項）場合には製造とみなされず、免許が必要とはならない。逆に、免許を持たない者が日本酒、みりん、ワインなどのアルコール度数が20度未満の酒で梅酒を作れば違法となり、家庭の範囲を越えて提供、消費しても違法となる。
また、上記の条件に加えて、2008年4月30日に設けられた特例措置によって、酒場、料理店等酒類を専ら自己の営業場において飲用に供する業を営んでいる者（料理旅館も含まれる）が自己の営業場内において飲用に供することを目的として、飲用に供する営業場内において年間1キロリットル以内の酒を使って混ぜることも、申請すれば認められるようになった（租税特別措置法第87条の8）。店で梅酒を造る前日までに所轄の税務署長に対して「特例適用混和の開始申告書」を提出し、かつ、原料として使用する蒸留酒類の月ごとの数量を帳簿に付ける必要がある。
なお、免許を取得し、日本酒などの醸造酒をベースに製造、販売されている梅酒もある。

## 製造法

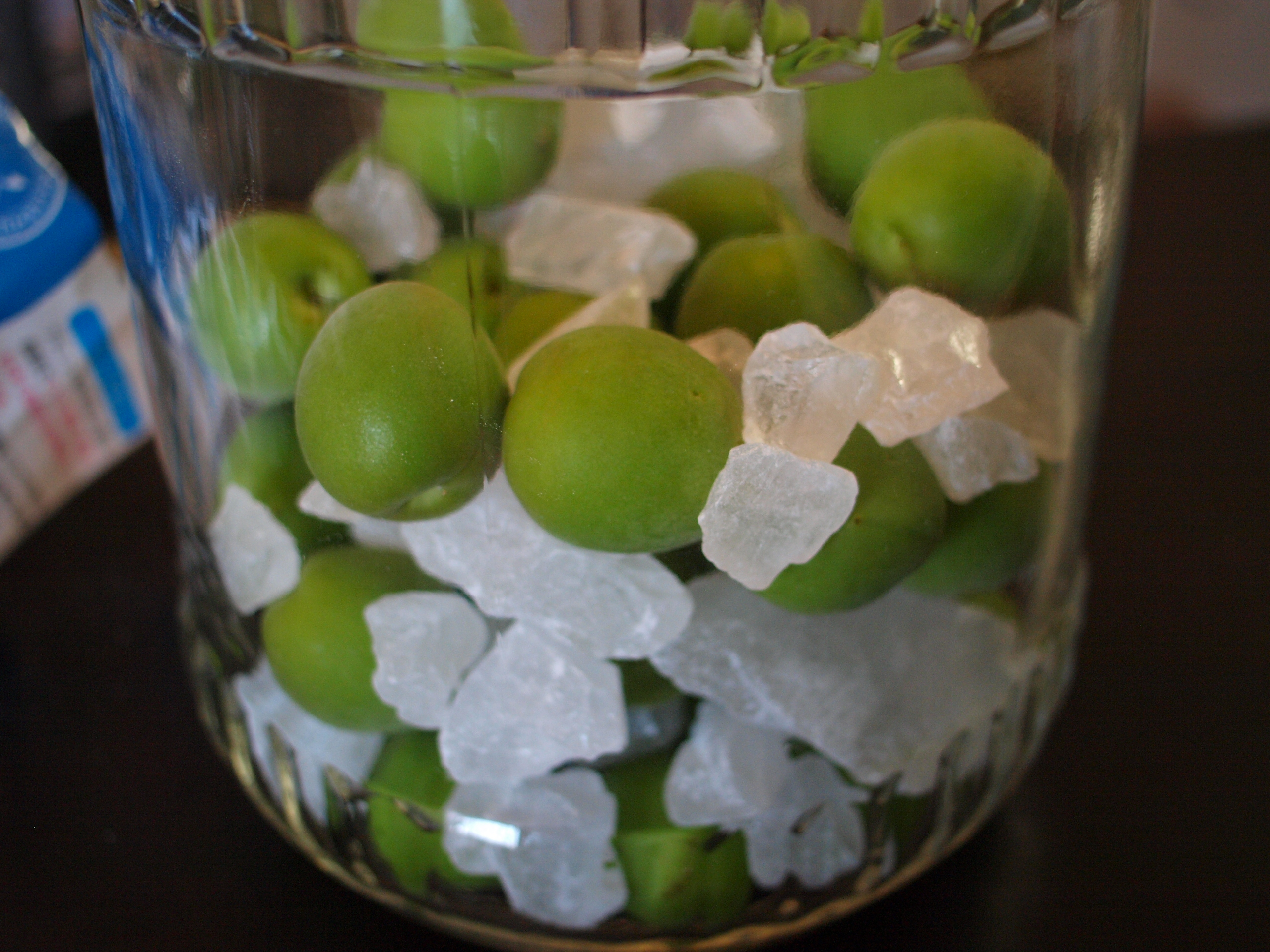
梅酒の仕込み

一般的には、梅の実1kgに対して砂糖0.2 - 1kg、ホワイトリカー1.8リットル程度の割合で混合して作成する。
梅の実に付いている茎は竹串などで取り除き、傷のある実があれば除く。清潔な水に一晩漬けてアクを抜いた上、念入りに拭いて水分を取り、1時間ほど天日で干す（時々ひっくり返し完全に乾燥させ、雑菌の繁殖を防ぐ）。梅と砂糖を交互に清浄なビンに詰める。この際、梅が浮いてこないように、砂糖を一番上にすることが多い。これにゆっくりと酒を注いで密栓し、冷暗所で保存する。
梅酒に使われる梅には、南高梅のほか、古城、白加賀、鶯宿、豊後、竜峽小梅、林州、玉英、梅郷など、果肉が厚く種の小さい酸味高い品種が多く用いられる。黄色く色づき熟した物ではなく、青梅が良いとされるが、熟した梅を使用しても独特の香りが得られる。
砂糖は一般的に氷砂糖が使われるが、蜂蜜、黒糖、果糖なども使用される。溶解が比較的ゆるやかなものが好ましいとされる。その理由については、糖が溶け出す前に浸透圧差によって酒（エタノール）を吸った梅から、糖が溶けた後に浸透圧が高まった酒にその成分を放出するためと説明されている。梅が酒を吸う前に急速に糖が溶解すると、浸透圧によって梅の水分だけが抽出され、含まれる成分は放出されないとされる。また、大粒の氷砂糖は粉体のものよりも徐々に溶解することから、撹拌の必要なく糖の濃厚部分が底部に滞留することを避ける効果もある。徐々に砂糖を加えていくことにより、氷砂糖を用いた場合と同様な効果が得られるとされる。また、最初から砂糖を溶かした酒を使うと、梅の実が硬くなる。
酒は無味無臭のホワイトリカー（甲類焼酎）を用いるのが一般的である（同じような製法で作られ、同じく無味無臭のウォッカでも代用出来る）。また、ブランデー、ウイスキー、ジン、ラム酒、本格焼酎、泡盛などの無味無臭ではない蒸留酒でも同じように造ることが出来るが、この場合は、使用する酒の種類によって当然ながら異なった味わいになる。旨味を出すには長期の熟成が必要となるため、アルコール度数の低い酒を使う場合は腐敗やカビの発生に注意を払わなければならない。一般的には、35度以上の酒が望ましいとされているが、度数が高い酒を使うと出来上がる梅酒のアルコール度数やカロリーが高くなる。自家用に漬け込む場合には、アルコール度数が20度未満の酒を使うと違法となる。25度以上の酒を使って、市販の梅酒と同程度の10度に仕上げるためには、後でアルコールを蒸発させることが必要となる。
長期間漬け込むことで「こく」が出るとされ、10年以上熟成させたものも存在する。それぞれ、違う素材を使用し違う環境で漬け込むことから、それぞれの独自の味わいがあり、また長く貯蔵すればおいしくなるというものでは無い。嗜好度を調べたら2年目の梅酒が人気が一番高かったという研究もある。貯蔵で品質が低下する要因のひとつに「澱」（沈殿物）の発生が挙げられる。これは梅由来のポリフェノールが液中のタンパク質と結合し不溶化することが原因と考えられている。梅酒を製造するメーカーはその澱の発生防止のため、ポリフェノールを選択的に吸着するポリビニルポリピロリドン（PVPP）やタンパク吸着材ベントナイトを用いてあらかじめ除去処理を行うことが多い。
不要となった梅の実を取り出し、その取り出した梅を食用としたり、煮込んで梅ジャムに加工したり、家畜の餌とすることもある。

## 酒税法の例外規定
1962年に改正された酒税法は、一定の条件の下で、消費者が自分で飲むための混和を「製造行為」と見なさないとする例外規定を設けている（酒税法第43条11項）。
1. アルコール度数が20度以上で、すでに酒税が納付された酒類を使う（蒸留酒との見解があり醸造酒を使用する場合は国税庁へ意見を求めること）。
2. 糖類、梅など、下記の物品以外のものを混和する（酒税法施行規則第13条第3項）。
  - 米・麦・あわ・とうもろこし・こうりゃん・きび・ひえ・でんぷんまたはこれらのこうじ
  - ぶどう（やまぶどうも含む）
  - アミノ酸もしくはその塩類、ビタミン類、核酸分解物もしくはその塩類、有機酸もしくはその塩類、無機塩類、色素、香料又は酒類のかす
3. 新たにアルコール分1度以上の発酵がない（酒税法施行令第50条14項）

醸造酒など、アルコール度数が20度未満の酒を使う場合や、上記の物品を混和した場合は、漬け込む過程で醗酵が生じ、アルコールが生成される可能性がある。つまり、上記は、漬け込む過程で1%以上のアルコールが生成しないという条件に基づいて設けられた規定である。従って10〜14度の一般的なみりんなどに漬け込むと法律違反となる（酒税法施行令第50条第10項の1）。また、使用する酒は蒸留酒でなくてはならない（したがってサングリアなども家庭用であっても酒税法違反である）。
メディア等で、梅酒の作り方を紹介した際に問題となったケースがある。
- 2007年6月14日、テレビ番組『きょうの料理』（日本放送協会）の「特集★わが家に伝わる漬け物・保存食〜梅酒〜」にて高城順子がみりんを用いた梅酒のつくり方[8]を放送したが、個人がみりんで梅酒を造ることは違反であるため、後日謝罪放送がされた[9]。また、同番組のテキスト2007年6月号にもこれが掲載されていたが、これについても「おわびと訂正」が掲載された[10]。
- 2012年6月24日及び6月30日（但し放送時間が25:30 - 26:00の為実際の暦日は翌7月1日）に放送された『アニメ女子 おうちカフェ部♪ #2』（AT-X）では、これと同様の理由に加えて、番組内でゲストに提供することが営利目的とみなされたため、後日内容修正版が放送された[11]。
- 2015年7月3日に放送された『ちちんぷいぷい』（MBSテレビ）では、日本酒を使った梅酒のつくり方を紹介。上記の例外規定について認識せず、出来上がった梅酒を出演者に試飲させるシーンが生放送されたが、後日番組内で謝罪放送がなされた。

なお、1962年の法改正以前は、家庭で梅酒を造ることは酒税法違反行為であった。ただし現実には一般家庭において梅酒を造ることは普通に行われており、酒税法の改正は現実にそぐわない法律の改正という意味合いがあった。決め手となったのは1961年、当時の石橋内閣の下で広報参与を務めていた読売新聞出身の石田穣が、日本経済新聞紙上に梅酒に関連した随筆を寄稿したことで、酒税法を巡る騒動が発生したことによるとされている。
日本以外では、中国でも類似のものが製造販売されている。

## 租税特別措置法
その後、2008年4月30日に酒造法における租税特別措置法が制定・施行され、酒場、料理店等については、申請をすることによって一定の要件の下に酒類の製造免許を受けることなく、その営業場において自家製梅酒等を提供することができるようになった。
申請については国税庁ホームページから指定様式の申告書『特例適用混和の開始・休止・終了申告書』をダウンロード〈申請・届出様式→酒税関係→38.特例適用混和の開始・休止・終了申告書〉し、所轄の税務署に郵送または持参する。
条件は次の通り。なお、この特例措置は、この酒類を混和した旅館等において飲食時に宿泊客等に提供するために行う場合に限られ、例えばお土産として販売するなどの譲り渡しはできない。
(1)　特例措置の適用を受けることができる者 
「酒場、料理店等酒類を専ら自己の営業場において飲用に供する業」を営んでいる者
(2)　特例措置の適用要件
イ　酒場、料理店等の自己の営業場内において飲用に供することを目的とすること
ロ　飲用に供する営業場内において混和を行うこと
ハ　一定の蒸留酒類とその他の物品の混和であること
(3)　混和できる酒類と物品の範囲  混和に使用できる「酒類」と「物品」は次のものに限る。また、混和後、アルコール分1度以上の発酵がないものに限る。
イ　使用できる酒類・・・蒸留酒類でアルコール分が20度以上のもので、かつ、酒税が課税済のもの
ロ　使用できる物品・・・混和が禁止されている次の物品以外のもの 
(イ)　米、麦、あわ、とうもろこし、こうりゃん、きび、ひえ若しくはでんぷん又はこれらのこうじ
(ロ)　ぶどう（やまぶどうを含む。）
(ハ)　アミノ酸若しくはその塩類、ビタミン類、核酸分解物若しくはその塩類、有機酸若しくはその塩類、無機塩類、色素、香料又は酒類のかす
(ニ)　酒類
(4)　年間の混和に使用できる酒類の数量の上限  混和に使用できる蒸留酒類の数量は、営業場ごとに1年間（４月１日から翌年３月３１日の間）に１キロリットル以内に限る。
この特例措置を行う場合は、次の手続等が必要になる。  
(1)　開始申告書の提出  新たに混和しようとする場合には、混和を開始する日の前日までに営業場の所在地を所轄する税務署長に対して「特例適用混和の開始申告書」を提出する。
(2)　混和に関する記帳  混和に使用した蒸留酒類の月ごとの数量を帳簿に記載する必要がある。なお、消費者自ら又は酒場、料理店等が消費者の求めに応じて消費の直前に混和する場合や消費者が自ら消費するために混和する場合にも例外的に製造行為としないこととする。
根拠法令等：酒税法第7条、第43条第1項、第10項、第11項、租税特別措置法第87条の8、同法施行令第46条8の2、同法施行規則第37条の4

## 本格梅酒
梅酒の生産量は2002年から2011年にかけて約2倍となった一方、青ウメの生産量はほとんど変わっていない。これは梅、糖類、アルコールのみを使った本来の梅酒ではなく、人工酸味料や香料などを使った梅酒（合成梅酒）の生産量が増えたことを意味する。酒税法上、梅、糖類、アルコールのみを使った梅酒も、人工酸味料や香料などを使った合成梅酒も、同様に「リキュール」に分類され、消費者にとって紛らわしいことが指摘されていた。そのため、日本洋酒酒造組合は2015年から、梅と糖類、酒類のみを使った梅酒を「本格梅酒」と表示することのできる自主基準を設けた。